# Rambla (revista)
Rambla va ser una revista de còmics editada a Barcelona des de 1982 fins a 1985, que va formar part de l'anomenat boom del còmic adult a Espanya difonent exclusivament material d'autors autòctons, però molt variat. Altres publicacions derivades de la revista Rambla van ser Rampa-Rambla; Rambla Quincenal; Rambla Rock; Rambla Cómics USA, i les col·leccions de llibres Rambla Blanco y Negro i Rambla Color, editades por García y Beá Editores S.A. o per Ediciones Rambla S.A.

## Trajectòria
La revista va ser fundada por Adolfo Usero, Josep María Beà, Alfonso Font, Carlos Giménez i Luis García Mozos amb la intenció d'«emular la proesa cooperativista de Les Humanoïdes associés a França». Per això hi comptaren amb la col·laboració de Roberto Rocca, editor de Metal Hurlant, qui va posar els mitjans materials. Editada per Distrinovel fins al número 6, els crèdits de la revista informen que fou dirigida per Luis García, encarregant-se de la direcció artística Josep María Beà.
El seu primer nombre es va presentar oficialment en la Fundació Joan Miró, de Barcelona, amb l'assistència de Josep Maria Beà, Alfonso Font, Luis Garcia, Adolfo Usero i Ventura y Nieto, a més d'Hugo Pratt, que es trobava llavors a la ciutat amb motiu del Saló del Còmic de Barcelona.
| Números            | Títol                  | Autor           | Tipo        | Procedència |
| 1-                 | La esfera cúbica       | Josep Maria Beà | Sèrie       |             |
| 1-                 | Los profesionales      | Carlos Giménez  | Serie       |             |
| 1-6                | Maese Espada           | Adolfo Usero    | Serie       |             |
| 1-6                | C&K Especialistas ltd. | Alfonso Font    | Serie       |             |
| 1-5, 9-10, 13 y 18 | Nova-2                 | Luis García     | Serie       | "Totem"     |
| 2-                 | Black story'           | Rafa Estrada    |             |             |
| 6                  | Androstar              | Josep Maria Beà | Tomás Marco |             |

Aviat abandonarien Giménez, Font i Usero, sent publicada des del número 7 per García i Beà Editors S.A., societat formada per Josep María Beà, Mari Carmen Vila i Luis García. Per cobrir les absències, Beà es multiplicava en diferents heterònims, tots amb diferent estil i temàtica. Va comptar amb la col·laboració d'alguns músics, com Ramoncín, la qual cosa va animar als seus editors a llançar una altra revista, la titulada Rambla Rock, que conjuminés rock i còmic, però que no aguantaria més de dos nombres.
| Números | Títol                               | Autor                                            | Tipus | Procedència |
| 7-      | Las raíces de la guerra de Argelia  | Felipe Hernández Cava, Adolfo Usero, Luis García | Serie |             |
| 7-      | La Muralla                          | Josep Maria Beà                                  | Serie |             |
| 10-     | El barón Braün Systan               | Lolo                                             | Serie |             |
| 11-16   | Peter Parovic: Cadáveres de permiso | El Cubri                                         | Serie |             |
| 13-     | Pepa                                | Alfonso López                                    | Serie |             |
| 13-     | Siete vidas                         | Josep Maria Beà                                  | Serie |             |
| 15-     | Manos Kelly: La guerra Cayuso       | Antonio Hernández Palacios                       | Serie |             |
| 15-     | Way to the hell                     | Joan Mundet                                      | Serie |             |
| 16-     | El estado de Joey                   | Josep Maria Beà, Sánchez Zamora                  | Serie |             |
| 16-     | Sataka                              | Luis Royo                                        |       |             |
| 16-18   | El evento de Alamogordo             | Curro Astorza                                    |       |             |
| Extra-  | Mort Cinder                         | Héctor G. Oesterheld, Alberto Breccia            | Serie | "Misterix"  |

En el número 24 Josep Maria Beà va abandonar la revista i va vendre les seves accions a l'empresa. L'abandó de l'autor català, que imprimia amb les seves talentoses històries la singularitat de Rambla, va convertir la revista en un producte molt convencional. Finalment, Rambla va ser editada per García des del número 25 fins al 35, amb la col·laboració administrativa de Mari Carmen Vila i Jaume Casas, editats per García i Beà Editores S. a. fins al número 31 i per Ediciones Rambla, SA. fins al número 35, que va entrar en fallida.
| Números | Títol                       | Autor                    | Tipus | Procedència |
| 26-     | Las crónicas del Sin Nombre | Víctor Mora, Luis García | Serie |             |
| 28-     | Espaciogonia                | Herikberto               |       |             |
| 31-     | Casanova                    | Guido Crepax             |       |             |
| 33-     | Doonesbury                  | Garry Trudeau            | Serie |             |
| 33-     | Anita                       | Guido Crepax             |       |             |

A pesar que el seu primer nombre va aconseguir vendre 20.000 exemplars, i en el novè les vendes pugessin a 40.000, la crisi de mitjans dels vuitanta determinà el tancament de la revista Rambla i d'altres revistes de còmic adult, com les d'Ediciones Metropol en 1983, Cairo i Creepy en la seva primera etapa (1985), El Papus (1987) o Dossier Negro (1988), a més de l'Editorial Bruguera (1986).

## Contingut
Algunes sèries publicades a la revista foren La esfera cúbica i La Muralla de Josep Maria Beà; Nova-2 (2a part) de Luis García; Peter Parovic (núm. 11 al 16, 1983) d'El Cubri; Los Profesionales de Carlos Giménez; Clarke y Kubrick d'Alfonso Font; El evento de Alamogordo de Curro Astorza, i les col·laboracions de Marika, Ventura y Nieto, Alfons López, Ángel de la Calle, Luis Royo, Ana Juan, Ana Miralles, Antonio Hernández Palacios, Enric Sió, Lolo, Erikberto, Joan Mundet, Pasqual Ferry, Manfred Sommer, Esteban Maroto, Fernando Fernández, Miguel Gallardo, Martí i Alberto Breccia, entre altres autors.